# Пољско отварање
Овај чланак користи алгебарску шаховску нотацију како би се описали шаховски потези.

Пољско отварање (познато и као "орангутан" или "пољско" ) је неуобичајено шаховско отварање које почиње потезом: 
1. б4
Према различитим базама података, од двадесет могућих првих потеза са бијелог, потез 1.б4 заузима девето мјесто по популарности.  Сматра се неправилним отварањем, па је класификовано под шифром А00 у Енциклопедији шаховских отварања ( ЕЦО ). 

## Детаљи
Отворење никада није било популарно на највишем нивоу, мада су га многи истакнути играчи повремено играли (на пример, Ричард Рети против Абрахама Спеијера у Схевенингену 1923. и Борис Спаски против Васили Смислова у мечу Москва 1960. - Лењинград ). Совјетски играч Алексеј Павлович Соколски (1908–1969) написао је монографију о овом отварању 1963. године, Дебиут 1 б2 – б4 . 
Можда је његова најпознатија употреба била у игри Тартаковер против Мароцзија, на шаховском турниру у Њујорку 1924, 21. марта 1924.  Назив "Орангутан отварање" потиче од те игре: играчи су претходног дана посетили Зоолошки врт Бронк, где се Тартаковер консултовао орангутаном по имену Сусан, а она је некако наговестила, Тартаковер је инсистирао на томе да отвори б4. Такође, Тартаковер је приметио да га потез пјешака на б5 подсећа на орангутана. У тој конкретној партији Тартаковер је из отвореног места изашао са пристојне позиције, али партија је била нереијешена.   Аљехин, који је играо на турниру и написао књигу о њему, рекао је да је 1.б4 стари потез и да је проблем што открива намјере бијелога, пре него што бијели сазна какве су намјере црнога. 
Отварање се у великој мјери темељи на тактикама на даминој страни или ф6- и г7-пољима. Црни може реаговати на различите начине: На примјер, црни може да заузме центар са 1 ... д5 (по могућности слиједи 2. Лб2 Дд6, нападају б4 поље и подржавају ... е7 –е5),  1 ... е5 или 1 ... ф5. Мање амбициозни потези као што је 1. . . Сф6, 1 ... ц6 (назива се Оутфланк варијанта, припрема. . . Дб6 или ... а5) и 1 ... е6 су такође разумни. Рјеђи покушаји су вршени са 1 ... а5 или 1 ... ц5.  Одговор  црнога1 ... е6 обично прати ... д5,. . . Сф6 и евентуално ... ц5. После 1.б4 е5, нормално је да бијели игнорише напад на б-пјешака и игра 2. Лб2, када су 2 ... д6, 2 ... ф6 и 2. . . Лхб4 се сви могу играти. Након 1 ... а5, бијели ће највероватније играти 2.б5 и искористити слабост црнога на даминој страни. Црни 1 ... ц5 је много оштрији и агресивнији и нормално се користи да би се избегла теорија. Након узимања фигуре, црни ће генерално вршити притисак на ц5-поље и развиће напад против слабе структуре бијелога на даминој страни по цијени инфериорне централне позиције. 

## Именоване варијанте
- 1 ... ц5 (Бирминген гамбит)
- 1 ... ц6 (Оутфланк варијанта)
- 1 ... ц6 2. Лб2 а5 3.б5 цхб5 4.е4 (Шулхер гамбит)
- 1 ... д5 2. Лб2 ц6 3.а4 (Миерс варијанта)
- 1 ... д5 2. Лб2 Дд6 3.а3 е5 4. Сф3 е4 5. Сд4 Сф6 6.ц4! дхц4 7.е3 Ле7 8. Лхц4 0-0 9. Сц3 (Њемачка одбрана)
- 1 ... е5 2.а3 (Бугајевов напад)
- 1 ... е5 2. Лб2 ц5 (Волфертс гамбит)
- 1 ... е5 2. Лб2 ф6 3.е4 Лхб4 (Тартаковер гамбит)
- 1 ... е5 2. Лб2 ф6 3.е4 Лхб4 4. Лц4 Сц6 5.ф4 Де7 6.ф5 г6 (Бринкманова варијанта)
- 1. . . Са6 (Букерова одбрана, Кингсли варијанта)
- 1. . . Сц6 (Григоријанска варијација)
- 1. . . Сф6 2. Лб2 г6 3.г4 (пољски шиљак)
- 1. . . Сх6 (Карниевски Вариатион)
- 1 ... б5 (Куленова варијанта)